# MRT 1
MRT 1 es el primer canal de televisión público de Macedonia del Norte, perteneciente a MRT. Su programación es generalista.

## Historia
El canal inició emisiones como Televizija Skopje el 14 de diciembre de 1964, emitiendo durante 20 horas diarias. Aunque al principio la cobertura era limitada, al año siguiente, el canal cubría el 80% del territorio macedonio.
En 1967 se estrenaron boletines informativos en albanés, y en 1969 se introdujeron noticias en turco.
En 1978, el canal cambió el nombre a TVS 1, ya que en ese año inició emisiones el segundo canal. 
En 1991, tras la declaración de independencia de Macedonia del Norte, el canal cambió su nombre a MTV 1, convirtiéndose en el canal de televisión público del país. Además, toda su programación dirigida a las minorías étnicas fueron transferidas a MTV 2 (actual MRT 2). 
En 2000 se creó MRT Sat, canal satelital e internacional que emite la programación de MRT 1.
En 2012 MTV 1 adoptó su actual imagen corporativa y cambió su nombre a MRT 1. Un año después, el canal inició emisiones en digital. Desde 2019 emite en HD.

## Imagen corporativa

1991 - 2012
Desde 2012